# Archilestris wenzeli
Archilestris wenzeli là một loài ruồi trong họ Asilidae. Archilestris wenzeli được Papavero & Bernardi miêu tả năm 1974. Loài này phân bố ở vùng Tân nhiệt đới.